# クリスティナ・ヤグボワ
クリスティナ・ヤグボワ（Krystsina Yagubova、1996年2月13日 – ）は、アゼルバイジャンのバレーボール選手。ポジションはセッター。ベラルーシ出身ミンスク生まれ。アゼルバイジャン代表。

## 来歴
ベラルーシのミンスク出身。9歳のときにバレーボールをはじめた。2012年にはベラルーシのユース代表としてプレーしていた。2013年にアゼルバイジャンに移り、Telekom Bakuで2シーズンプレーした。2015年にアゼルバイジャンのスポーツ市民権を変更し、翌年よりアゼルバイジャン代表に初選出された。2016年のヨーロッパリーグで金メダルを獲得した。2017年の欧州選手権では4位となった。2018年に日本で開催された世界選手権に出場した。2019/20シーズンはロシアリーグのIndesit Lipetskと契約した。

## 球歴
- 世界選手権 - 2018年
- 欧州選手権 - 2017年、2019年
- 東京オリンピック大陸間予選 - 2019年

## 所属クラブ
- Telekom Baku（2013-2015年）
- ラビタ・バクー（2015-2016年）
- アゼリョル・バクー（2016-2017年）
- アゼルレイル・バクー（2017-2018年）
- LP Viesti（2018-2019年）
- Indesit Lipetsk（2019-2021年）
- Tulitsa Tula（2021-）